# Matthijs Huizing
Matthijs Egbert (Matthijs) Huizing (Oegstgeest, 10 oktober 1960) is een Nederlands voormalig politicus namens de VVD.
Na zijn studie bedrijfskunde in Rotterdam werkte Huizing enige jaren voor Unilever. In 1990 stapte hij over naar Erven Lucas Bols, waar hij diverse managementfuncties bekleedde, in Nederland, Polen en Hongarije. Zijn laatste functie was algemeen directeur van Bols Hongarije. In 2001 keerde hij terug naar Nederland en nam een sabbatical. Van 2002 tot 2004 was hij partner bij de Gooiconsult Groep.
Daarna maakte Huizing een overstap naar de sport en was hij vier jaar lang directeur van de Nederlandse Volleybal Bond. Begin 2008 werd Huizing benoemd als directeur van de Nederlandse vestiging van de stichting Right To Play. Deze stichting, opgericht door viervoudig Olympisch schaatskampioen Johann Olav Koss, is een internationale humanitaire organisatie die door sport de ontwikkeling en gezondheid van de jeugd in achtergestelde gebieden wil bevorderen.
Huizing werd op 26 oktober 2010 lid van de Tweede Kamer nadat enkele partijgenoten toetraden tot het kabinet-Rutte I. In de Kamer hield hij zich bezig met financieel toezicht en accountancy, sociale verzekeringen en volksverzekeringen, luchtvaart, scheeps- en binnenvaart en havens en mainport. In 2012 werd Huizing herkozen in de Tweede Kamer en kreeg hij de portefeuilles Sport en Mediabeleid. Op 6 december 2013 maakte Huizing bekend dat hij de voorzitter van de Tweede Kamer had verzocht zijn lidmaatschap van de Tweede Kamer met onmiddellijke ingang te beëindigen. De volgende dag maakte Huizing bekend dat hij was opgestapt omdat hij recent was aangehouden voor rijden onder invloed. In 2010 was hij ook al eens aangehouden wegens rijden onder invloed.
Huizing was geruime tijd voorzitter van NL Sporter, de belangenorganisatie van Nederlandse topsporters. Hierdoor was hij ook lid van de ledenraad FNV. In zijn vrije tijd voetbalt en cricket hij bij ASC (Ajax Sportman Combinatie), waar hij tevens 10 jaar lang voorzitter was. Na een tijd in de luwte werd hij in 2015 door Minister Plasterk benoemd tot voorzitter van het Actieteam Grensoverschrijdende Economie en Arbeid. Dit Actieteam had als opdracht de problemen voor ondernemers en werknemers in kaart te brengen en met concrete oplossingsvoorstellen te komen. Deze opdracht rondde hij in 2017 af. Vanaf 2016 was hij tevens aanjager van het traject Beter Aanbesteden met als taak de dagelijkse praktijk van met name kleinere aanbestedende diensten te verbeteren. Deze functie bekleedde hij tot zijn benoeming tot wethouder in 2018. Tot juni 2022 was hij wethouder met onder meer Financiën en Onderwijshuisvesting in zijn portefeuille in de gemeente Oegstgeest.
Matthijs Huizing is woonachtig in Oegstgeest en heeft drie kinderen.